# Czerwonoskóry generał
Czerwnonoskóry generał – powieść przygodowa dla młodzieży Longina Jana Okonia z 1978 roku. Powieść jest drugą częścią Trylogii indiańskiej tego autora.
Treścią powieści są dalsze losy Tecumseha i jego polskiego przyjaciela Ryszarda Kosa. Trwa wojna brytyjsko-amerykańska. Konfederacja plemion indiańskich pod wodzą Tecumseha wspiera w tej wojnie Brytyjczyków. Sojusznicy odnoszą początkowo wiele sukcesów, jednak wskutek błędów brytyjskiego dowództwa, wkrótce zaczynają ponosić porażki. 